# (4093) Bennett
(4093) Bennett est un astéroïde de la ceinture principale.

## Description
(4093) Bennett est un astéroïde de la ceinture principale. Il fut découvert le 4 novembre 1986 à Siding Spring par Robert H. McNaught. Il présente une orbite caractérisée par un demi-grand axe de 3,02 UA, une excentricité de 0,03 et une inclinaison de 9,4° par rapport à l'écliptique.

## Compléments